# Dohányzás Japánban
A dohányzás Japánban nagyon sokáig nem volt törvényileg szabályozva, így elég nagy fogyasztói réteg alakult ki. 1996 óta a dohányzás folyamatosan csökken, az elmúlt években pedig ez a folyamat egyre jobban felgyorsult. A cigarettafogyasztás a felmérések alapján 2012-ben 197,5 milliárd szál volt, mely az 1996-os évi fogyasztás durván 57 %-a. Utoljára 1968-ban mértek ekkora értéket. Hasonlóan 2012-ben a felnőttek aránya 22,1 %, 33,7 %-a férfi, 10,6 %-a pedig nő volt. Ez az eddig mért legalacsonyabb adat, mióta a Japan Tobacco dohányvállalat felméréseket végez 1965 óta. A felmérések alapján 2005 óta közel 30 millió ember dohányzik Japánban, ezáltal a szigetország egyike a világ legnagyobb dohánypiacainak.

## Története

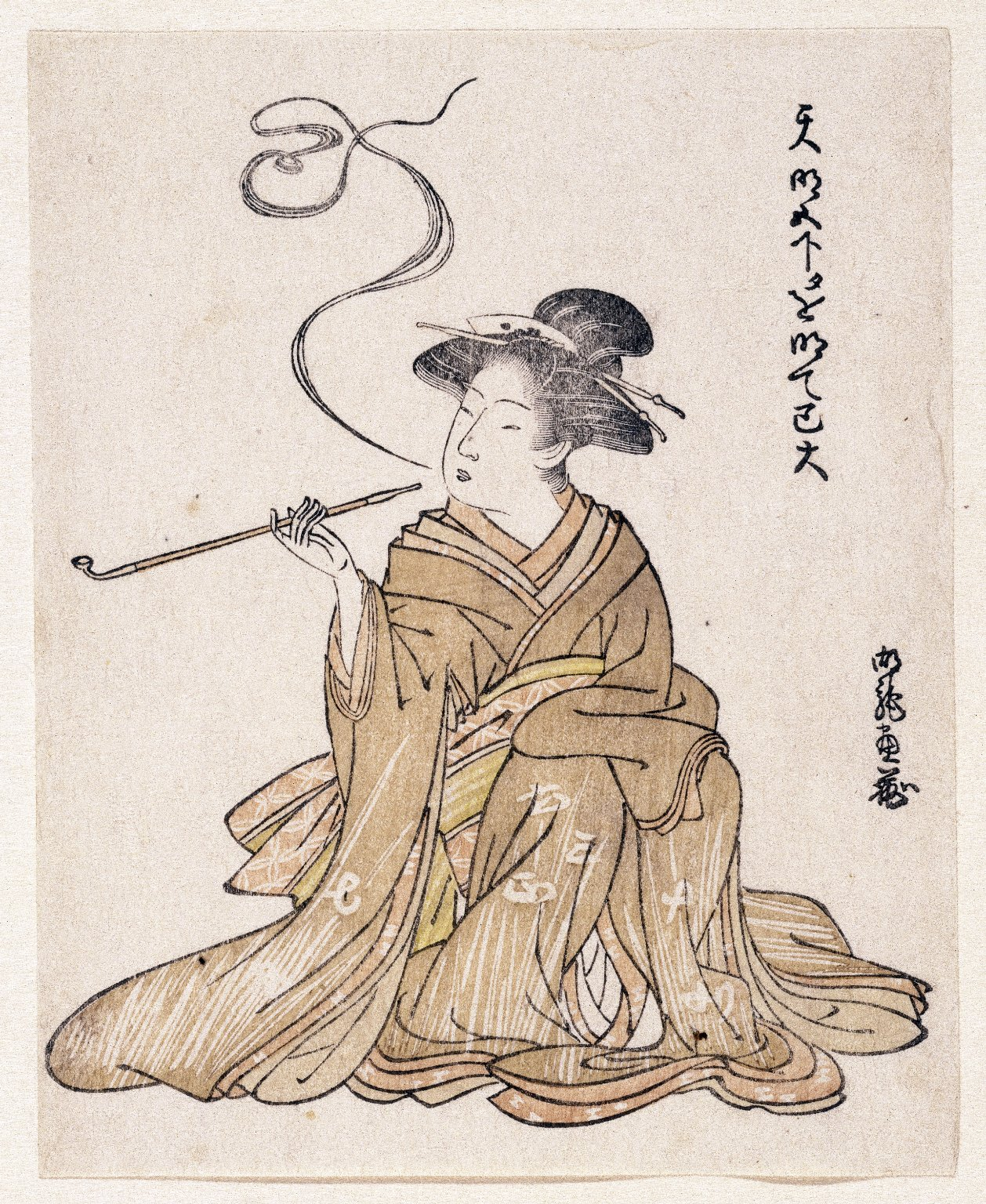

Japánban a dohánylevelek és maga a dohányzás megjelenése az európai kultúra megjelenésével köthető össze, amit 1542-re datálunk. Az Edo-korszakban a sógunátus ellenezte a dohányültetvényeket, mivel azok mezőgazdasági földet igényeltek, így kevesebb élelmiszernövény termett. A 17. században végül legális lett a dohánypiac, és elterjedtté vált minden társadalmi szinten. Jellegzetes japán dohányzási módszer a kiseru, ami szintén ebben az időben alakult ki. A kézművesek számára pedig az egyes dohánykellékek nyitottak új piacot. A Meidzsi-korban hamar felismerték a dohány értékét és 1904-ben nemzeti monopóliummá vált, egészen 1985-ig. A japán kormány a mai napig jelentős hatalommal bír a dohánypiacon. Számos parlamenti képviselőnek van érdekeltsége a dohányiparban, így a dohány-ellenőrzési jogszabályok nem gyakoriak. Először a Kanagawa prefektúra rendelt el törvényt a dohányzásmentes helyekről 2009-ben. Manapság már egyre több nem dohányzó terület van.

## Fiatal dohányosok
Egy 2005 szeptemberében végzett felmérés alapján kiderült, hogy a diákok 22 %-a szív el egy hónapban egy vagy több szál cigarettát, míg 2000-ben 37 % élt dohánytermékkel. A felmérések alapján az 1990-es években több fiatal nő és férfi dohányzott, mint az azt megelőző időben. Egy másik felmérés alapján a 18 éves dohányzó férfiak száma 1991-ben 21 %, míg 1996-ban 37 % volt. Azt is kimutatták, hogy a 16 év alatti dohányosok száma 1975-1995 között az ötszörösére emelkedett. A dohányzást 20 éves kor alatt tiltja a törvény, de ezt könnyen ki lehet játszani. A boltokban könnyen lehet szerezni cigarettát annak ellenére, hogy kiskorúnak dohánytermék árusítása büntetendő.

## Ára
Japánban a cigaretta árazása igen egyszerű, mivel bizonyos márkájú cigarettát mindenhol ugyanannyiért lehet megvásárolni az automatáktól kezdve a sarki kisboltokig és a szupermarketekig. A nagy tételben való vásárlása így nem kifizetődő. Az elmúlt években a cigaretta dobozonkénti ára egyre nő, míg 2006-ban 410-440 között mozgott, mára már eléri a 460 jent.

## Cigarettaautomaták

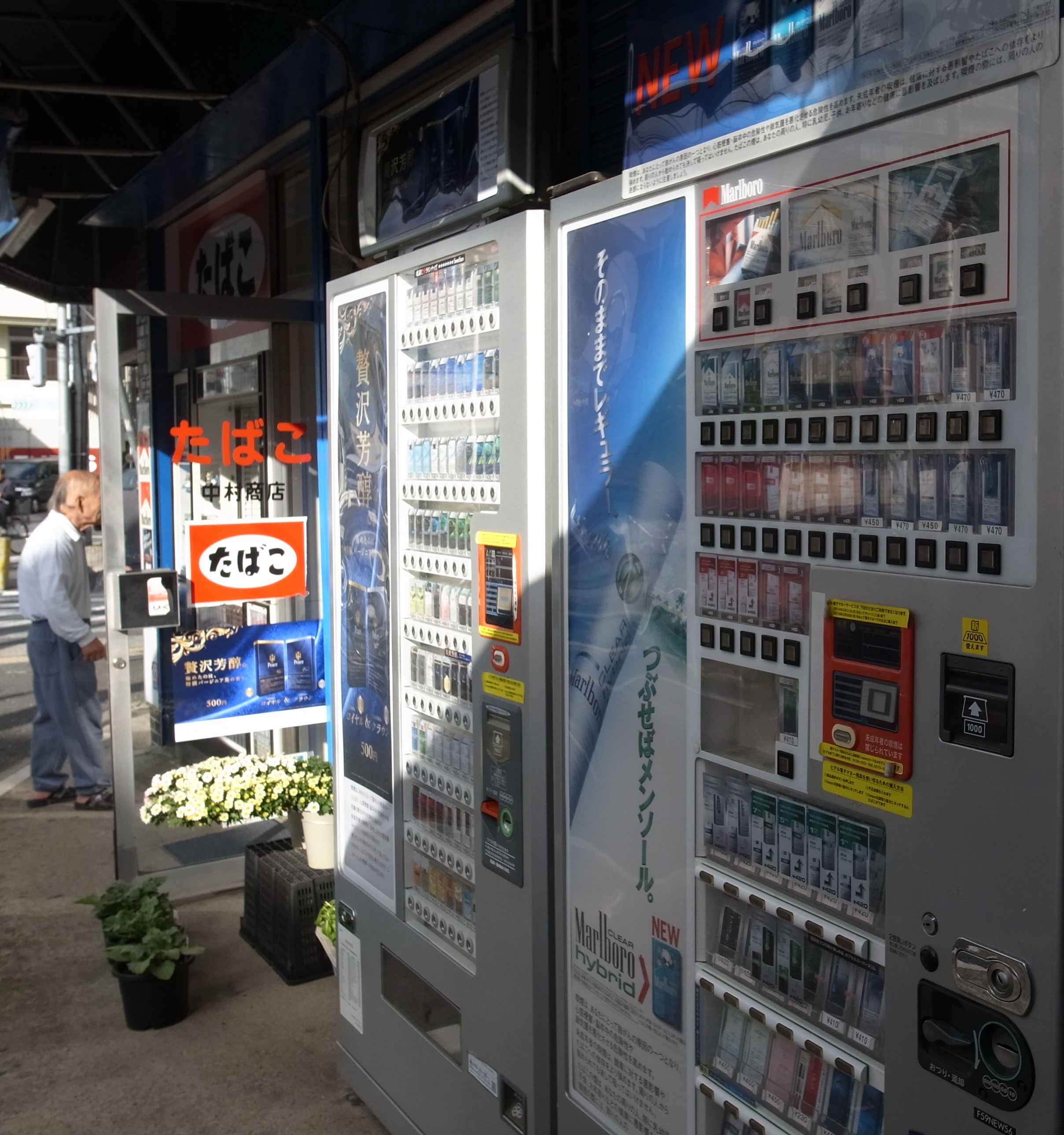

Japánban a 2002-es becslések alapján 520 ezer cigarettaautomata van. Ezek működése leáll este 11:00 és reggel 5:00 között, a boltokban viszont a nap 24 órájában lehet cigarettát venni. 20 év alatt törvény tiltja a dohánytermékek vásárlását. Így 2008-ban bevezetésre került egy intelligens kártyarendszer, a Taspo. Ilyen kártyát csak az kap, aki betöltötte a 20. életévét. Ezzel a módszerrel próbálják visszaszorítani a fiatalkorúak dohányzását. Sokan viszont nem vették a fáradságot, hogy a vezetői engedélyhez hasonló kártyát beszerezzék, és továbbra is a különféle boltokban szerzik be a terméket.

## Hirdetések
A Japan Tobacco ( JT ), mint a legtöbb dohányvállat, manapság szintén foglalkozik „a dohányzás a társadalomban” témával. A több, mint 70 közszolgálati stílusban, egyszerű fehér-zöld színekkel megalkotott képpel Archiválva 2014. december 15-i dátummal a Wayback Machine-ben arra törekedtek, hogy tükrözzék a japán gondolkodást. Többféle formában jelentek meg a hirdetések Japán-szerte: autóbuszokon, szórólapokon, poháralátéteken. A legtöbb különféle szituációkat mutat be.

## Fordítás
- Ez a szócikk részben vagy egészben  a   Smoking in Japan című angol Wikipédia-szócikk ezen változatának fordításán alapul.  Az eredeti cikk szerkesztőit annak laptörténete sorolja fel. Ez a jelzés csupán a megfogalmazás eredetét és a szerzői jogokat jelzi, nem szolgál a cikkben szereplő információk forrásmegjelöléseként.